# Euzetidae
Euzetidae zijn  een familie van mijten. Bij de familie is één geslacht met twee soorten ingedeeld.